# Ministären Goebbels
Ministären Goebbels var Tredje rikets andra och näst sista regering. Joseph Goebbels övertog posten som rikskansler efter Adolf Hitlers självmord, och hans regering upphörde i sin tur när Goebbels begick självmord ett drygt dygn senare. Regeringen existerade därmed från den 30 april till den 1 maj 1945. Efterträdande regering var Regeringen Dönitz.

## Ministär
| Ministären Goebbels 30 april 1945 – 1 maj 1945 | Ministären Goebbels 30 april 1945 – 1 maj 1945 | Ministären Goebbels 30 april 1945 – 1 maj 1945 |
| Post                                           | Namn                                           | Parti                                          |
| ---------------------------------------------- | ---------------------------------------------- | ---------------------------------------------- |
| Rikskansler                                    | Joseph Goebbels                                | NSDAP                                          |
| Chef för partikansliet                         | Martin Bormann                                 | NSDAP                                          |
| Utrikesminister                                | Arthur Seyss-Inquart                           | NSDAP                                          |
| Inrikesminister                                | Paul Giesler                                   | NSDAP                                          |
| Justitieminister                               | Otto Georg Thierack                            | NSDAP                                          |
| Finansminister                                 | Lutz Schwerin von Krosigk                      | inget                                          |
| Ekonomiminister                                | Walther Funk                                   | NSDAP                                          |
| Jordbruksminister                              | Herbert Backe                                  | NSDAP                                          |
| Arbetsminister                                 | Theo Hupfauer                                  | NSDAP                                          |
| Rustningsminister                              | Karl Saur                                      | NSDAP                                          |
| Överbefälhavare för armén                      | Ferdinand Schörner                             | NSDAP                                          |
| Överbefälhavare för marinen                    | Karl Dönitz                                    | NSDAP                                          |
| Överbefälhavare för Luftwaffe                  | Robert von Greim                               | NSDAP                                          |
| Reichsführer-SS och chef för den tyska polisen | Karl Hanke                                     | NSDAP                                          |
| Utbildningsminister                            | Gustav Adolf Scheel                            | NSDAP                                          |
| Minister för folkupplysning och propaganda     | Werner Naumann                                 | NSDAP                                          |
| Ledare för Deutsche Arbeitsfront               | Robert Ley                                     | NSDAP                                          |